# Lucy Burns
Pour les articles homonymes, voir Burns.
Lucy Burns, née le 28 juillet 1879 à Brooklyn (New York) et morte le 22 décembre 1966 à Brooklyn, est une figure majeure du mouvement des suffragettes américaines. Avec Alice Paul et d'autres militantes féministes, elle est une des fondatrices du  National Woman's Party. Avec Alice Paul, elle organise des manifestations et diverses actions pour obtenir le droit de vote des femmes aux États-Unis actions qui aboutiront à l'adoption du Dix-neuvième amendement de la Constitution des États-Unis promulgué le 26 août 1920 après sa ratification le 18 août 1920 par le Tennessee.

## Biographie

### Jeunesse et formation
Lucy Burns est la quatrième des huit enfants d'Edward Burns et d'Ann Burns, des catholiques irlandais qui croyaient en l'égalité des sexes, notamment en matière d'éducation et de droit de vote,,,. 
Après la fin de ses études secondaires au Packer Collegiate Institute en 1899, elle entreprend des études de littérature anglaise, mais aussi de latin, grec, français et d'allemand au Vassar College, une université pour femmes de Poughkeepsie dans l'État de New York. Étudiante brillante, elle obtient son diplôme en 1902, puis elle étudie l'entomologie à l’université Yale pendant une année,,,,.   
Lucy Burns enseigne l'anglais à l'Erasmus Hall High School (en) de  Flatbush, un quartier de Brooklyn.  
Elle fait deux années d'études, de 1906 à 1908, à l'université Humboldt de Berlin, puis à l'université de Bonn (1908), puis passe un été à l'université d'Oxford où elle commence ses études doctorales, avec pour sujet de recherches Votes for Women,,,.

### Carrière de militante
La carrière de militante de Lucy Burns commence en 1909, où pendant son séjour britannique, elle rencontre Emmeline et Christabel Pankhurst qui dirigent le Women's Social and Political Union (WSPU), principal mouvement de suffragettes au Royaume-Uni. Lucy Burns devient un membre actif du WSPU, elle y apprend diverses techniques comme l'art de haranguer les foules. Fortement engagée, elle est arrêtée à plusieurs reprises et est emprisonnée quatre fois,,. 
De 1910 à 1912, elle organise des manifestations en faveur du droit de vote des femmes en Écosse,. 
Après une manifestation organisée à Londres devant le Parlement, elle est arrêtée et dans le poste de police elle fait la connaissance d'Alice Paul, américaine comme elle, immédiatement elles sympathisent,.
Ensemble, elles se font remarquer par leur interpellation adressée à Winston Churchill  lors d'un banquet donné au Guildhall de Londres le 11 novembre 1909. 
De retour aux États-Unis (Alice Paul en 1910, Lucy Burns en 1912), les deux femmes se rejoignent  et s'engagent au sein de la National American Woman Suffrage Association (NAWSA),.
Alice Paul et elle organisent à Washington, le 3 mars 1913, le jour précédant la prise de fonctions du président Woodrow Wilson, une manifestation en faveur du droit de vote des femmes, cette manifestation rassemble plus de 5 000 personnes venues de tous les États de l'Union. Les préparatifs des festivités attirent des milliers de badauds et certains s'en prennent aux manifestants. À la fin du défilé, une centaine de suffragettes ont été emmenées à l'hôpital et le régiment de cavalerie de Fort Myer a dû intervenir pour contenir la foule enragée. Malgré le chaos et les violences, la manifestation atteint son objectif : attirer l'attention de la presse nationale sur la question du suffrage féminin et faire valoir une réforme de la constitution des États-Unis par l'adoption d’un amendement constitutionnel accordant le droit de vote aux femmes. C'est un brillant succès politique : non seulement il a sensibilisé davantage de gens à la National American Woman Suffrage Association, mais en plus la violence des contre-manifestants a rendu les femmes encore plus sympathiques. C'était la première étape dans la poursuite de la philosophie d'Alice Paul de "tenir le parti au pouvoir responsable",,,,,. 
Jugeant trop prudentes les positions de la National American Woman Suffrage Association, Lucy Burns et Alice Paul créent, en avril 1913, une branche dissidente le Union du congrès pour le droit de vote des femmes qui publie son propre journal hebdomadaire, The Suffragist,,,.
Lucy Burns organise des campagnes pour le droit de vote des femmes dans l'Ouest américain de 1914 à 1916,. 
Avec le soutien de Jane Addams, Lucy Burns et Alice Paul fondent le National Woman's Party en 1916. 
Le 21 juin 1917, Lucy Burns, Dora Lewis et Dee Richardson, lors d'une visite d'une délégation russe aux États-Unis, attirent l'attention en dressant bien en vue une bannière à l'extérieur de la Maison Blanche déclarant que l'Amérique n'était pas une démocratie libre tant que les femmes se voyaient refuser le vote. Plusieurs suffragettes sont arrêtées, cette action est désavouée par la NAWSA et d'autres associations de suffragettes,. 
Dans la nuit du 14 au 15 novembre 1917 se produit un événement qui est passé à la postérité sous le nom de la Night of Terror (nuit de terreur). Le 10 novembre 1917, trente trois suffragettes membres du National Woman's Party qui manifestaient devant la Maison Blanche pour réclamer le droit de vote sont arrêtées et emprisonnées à la prison, l'Occoquan Workhouse (devenue le Lorton Reformatory (en)). Les choses dérapent à partir de la soirée du 14 novembre, les suffragettes sont matraquées, battues et torturées par les gardiens de l'Occoquan Workhouse, Lucy Burns, mains attachées aux barreaux du soupirail est forcée à rester debout toute la nuit, les gardiens fracassent la tête de Dora Lewis contre un lit de fer, la laissant pour morte et lui refusant tout soins médicaux, Dorothy Day est malmenée, valdinguée par deux fois sur une banquette métallique, les prisonnières ont droit à de la nourriture avariée et autres vexations,,,,,. 
La Night of Terror, avec son cortège d'atrocités, suscite l'indignation du public. Doris Stevens, une des suffragettes incarcérées, réussit à divulguer au public des informations sur cette nuit. 
Lucy Burns, comme d'autres, commence une grève de la faim, elle est nourrie de force par une sonde passant par ses narines, sa résistance est telle qu'il faut cinq gardiens pour la faire tenir tranquille. 
Lucy Burns est la suffragette qui a purgé le plus de temps en prison. 
La publicité faite autour de la Night of Terror pousse l'administration Wilson à agir. Le Dix-neuvième amendement de la Constitution des États-Unis, qui donne aux femmes le droit de vote au niveau national, est adopté par la Chambre des représentants en mai 1919 et le Sénat a suivi au début de juin. L’amendement entre officiellement en vigueur le 26 août 1920, après sa ratification le 18 août par le Tennessee, 36e état à le faire,. 

### Vie privée
Après le vote du Dix-neuvième amendement en 1920, Lucy Burns abandonne le mouvement et retourne à un mode de vie simple. Laissant Alice Paul diriger le National Woman's Party, Lucy Burns emménage avec deux de ses sœurs célibataires et passe le reste de ses journées à s'occuper d'une nièce orpheline. Ce retrait de la vie militante et politique a occulté sa contribution à l'émancipation des femmes,,.
Lucy Burns repose au Holy Cross Cemetery (en) de Brooklyn.

## Hommages
- En 2006, est créé le Lucy Burns Institute (en), qui a pour mission d'aider les personnes à se déterminer par elles-mêmes pour s'engager dans la vie démocratique américaine en leur fournissant des informations factuelles et neutres sur les élections, les campagnes, les candidats et les politiques[28],[29].
- En janvier 2020, le Workhouse Arts Center (en) de  Lorton (Virginie) ouvre les portes d'un nouveau bâtiment le Lucy Burns Museum[30],[31],[32].

## Pour approfondir